# Белоглазова, Галина Павловна
Гали́на Па́вловна Белогла́зова (род. 10 апреля 1967, Астрахань, РСФСР, СССР) — заслуженный мастер спорта СССР по художественной гимнастике в индивидуальном первенстве, тренер, чемпионка мира и Европы.

## Биография
Галина Белоглазова была ведущей советской гимнасткой в начале 80-х годов XX века. Заниматься художественной гимнастикой начала с 6 лет под руководством Людмилы Тихомировой (она же была её тренером на протяжении всей спортивной карьеры).
Дебют Галины на международных соревнованиях состоялся на Кубке Интервидения в 1980 (ГДР), где как юниор она завоевала первое место. В 1982 году была в составе сборной СССР на чемпионате Европы в качестве запасной. Однако непосредственно перед выступлениями по решению тренеров её перевели в основной состав. В результате она стала седьмой в многоборье и квалифицировалась в три финала, заняв 7-е место в упражнениях со скакалкой, 7-е место — с обручем и 8-е место — с булавами.
Белоглазова обладала многими качествами, необходимыми для гимнастки — гибкостью, прыгучестью, подвижностью. Её активная спортивная карьера совпадала со второй «Золотой Эрой» болгарской художественной гимнастики. Галина была постоянным оппонентом мировых чемпионов: Анелии Раленковой (1981), Диляны Георгиевой (1983 и 1985), Бианки Пановой (1987) и Лилии Игнатовой (1983—1985). Галина практически в одиночку вынуждена была бороться с целой командой талантливых болгарских спортсменок. Но даже тогда, когда болгарки занимали первые места, Белоглазова неизменно завоевывала призы зрительских симпатий, её зачастую выбирали в качестве Мисс Чемпионата.
Одно из наивысших спортивных достижений — звание абсолютной чемпионки Европы (1984).
В прошлом — жена баскетболиста Хейно Эндена. Сын Энтони серьёзно занимается баскетболом.
Несколько лет жила в Киеве, работая в Дерюгинской школе художественной гимнастики. Длительное время тренировала гимнасток Греции. В настоящее время живёт и работает в США.

## Спортивные достижения
- 1983 — Серебряный призёр чемпионата мира в многоборье; чемпионка мира в упражнениях с мячом и лентой
- 1984 — Абсолютная чемпионка Европы; чемпионка Европы в упражнении с лентой; серебряный призёр чемпионата мира с обручем
- 1984 — Победительница турнира «Ритмы искусств-84»
- 1985 — Чемпионка мира в упражнениях с лентой
- 1985 — Абсолютная чемпионка СССР
- 1985 — Победительница турнира «Олимпийские надежды-85»
- 1985 — Обладательница Кубка СССР
- 1985 — Победительница Спартакиады народов СССР в многоборье
- 1986 — Абсолютная чемпионка СССР
- 1986 — Бронзовый призёр в многоборье Игр доброй воли

## Награды
- Орден «Знак Почёта» (1985)